# Dany Laferrière

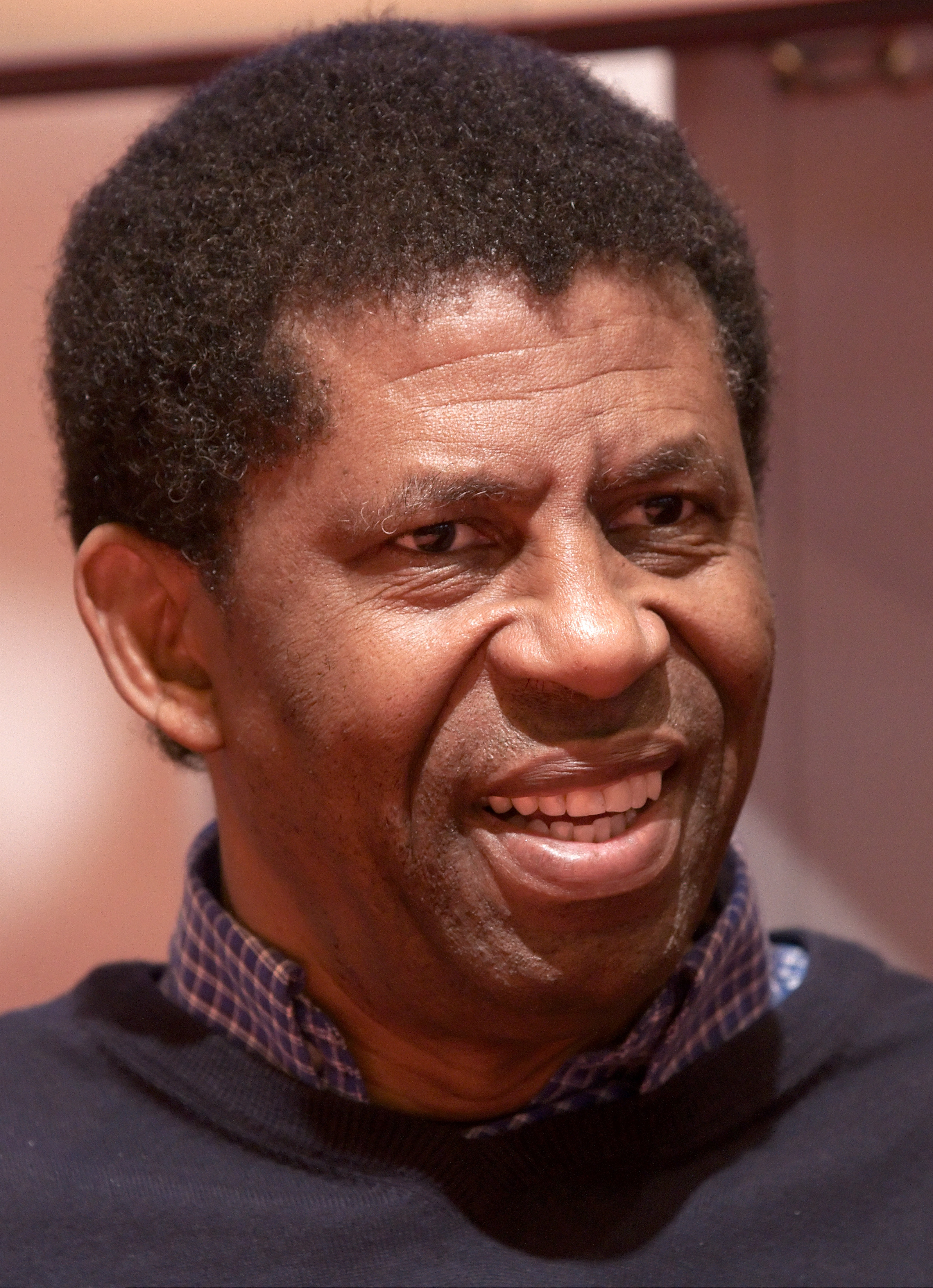
Dany Laferrière (2010)

Dany Laferrière (* 13. April 1953 in Port-au-Prince, Haiti) ist ein haitianischer Schriftsteller.

## Leben
Dany Laferrière wuchs in Petit-Goâve bei seiner Großmutter auf, der er später zwei Romane widmete. Er arbeitete zunächst als Journalist. 1976 wanderte er nach Montréal aus. Dort war er unter anderem als Fabrikarbeiter tätig, bevor er seinen ersten Roman veröffentlichte.
2009 erhielt er den Prix Médicis für seinen Roman L’énigme du retour. Kurz nach dem Erdbeben in Haiti im Januar 2010 wurde er von Radio-Canada und der Zeitung La Presse zur „Persönlichkeit des Jahres 2009“ gewählt. In seinem Buch Tout bouge autour de moi beschrieb er seine Erlebnisse während des Erdbebens, es ist eine Hommage an die Würde der Haitianer.
Im Dezember 2013 wurde er in die Académie française gewählt und wurde dort im Mai 2015 offiziell aufgenommen. Er ist das zweite jemals aufgenommene Mitglied (nach Julien Green im Jahr 1971/72), das nie französischer Staatsbürger war.
Er erhielt zahlreiche Preise und Auszeichnungen und ist Ehrendoktor verschiedener Universitäten. 2014 wurde er Ehrenbürger der Stadt Montreal.
Anlässlich einer Preisverleihung erklärte Laferrière im Juli 2024 in Montreal, die Krise in Haiti seit 2018 beeinträchtige die staatlichen Strukturen Haitis zwar nachhaltig. Die Kunst und Kultur des Landes seien aber Quelle der Hoffnung auf eine bessere Zukunft.
Laferrière ist kanadischer Staatsbürger und lebt in Paris.

## Literarisches Werk
1985 erschien Laferrières erster Roman unter dem Titel Comment faire l'amour avec un nègre sans se fatiguer (deutsch: Die Kunst, mit einem Neger zu schlafen, ohne müde zu werden). In der Folge veröffentlichte er zehn weitere Romane. Laferrière verwahrte sich dagegen, als „Exil-Schriftsteller“ einsortiert zu werden: Nicht das, was er in Haiti zurückließ, sei das vorrangige Thema seiner frühen, hauptsächlich in Montréal geschaffenen Werke, sondern das gegenwärtige Leben in dieser Stadt. Innerhalb von fünfundzwanzig Jahren verfasste er fast zwanzig großteils von seiner Lebensgeschichte angeregte Bücher: seine sogenannte „amerikanische Autobiografie“. Laferrière verwahrte sich stets dagegen, als Autor in eine Kategorie eingeordnet zu werden, etwa als „ethnischer Schriftsteller“. Er will mit seinen Büchern Welt-Themen ansprechen, die alle angehen: das Leben in einer ungerechten Welt und das Zusammenleben verschiedener Kulturen.

## Auszeichnungen (Auswahl)
- 1991: Prix Carbet de la Caraïbe für L'Odeur du café[10]
- 1993: Prix Edgar-Lespérance für Le Goût des jeunes filles
- 2009: Prix Médicis für L'Énigme du retour
- 2009: Grand Prix du livre de Montréal
- 2010: „Personnalité de l'année 2009“ (La Presse/Radio-Canada)
- 2010: Grand Prix Metropolis bleu, Grand Prix littéraire international Metropolis bleu
- 2010: Ehrendoktor der Université du Québec à Rimouski (UQAR)
- 2013: Ehrendoktor der Université du Québec à Montréal (UQAM)[11]
- 2013: Wahl in die Académie Française[3]
- 2014: Offizier des Ordre national du Québec[12]
- 2014: Internationaler Literaturpreis – Haus der Kulturen der Welt für Das Rätsel der Rückkehr, gemeinsam mit der Übersetzerin Beate Thill[13]
- 2016: Ehrendoktor der Universität Paris-Sorbonne[14]
- 2016: Ehrendoktor des Middlebury College[15]
- 2017: Ordre du Canada (Offizier)[16]
- 2017: Ehrendoktor der Universität Ottawa[17]
- 2020: Ich bin ein japanischer Schriftsteller. Das Buch steht auf der Weltempfänger litprom-Bestenliste des Jahres
- Ordre des Arts et des Lettres (Komtur)[18]
- Mitglied der Ehrenlegion (Kommandeur)[18]

## Veröffentlichungen

### Romane und Erzählungen
- Comment faire l'amour avec un nègre sans se fatiguer. VLB Éditeur, Montréal 1985; Serpent à Plumes, Paris 1999 ISBN 9782842611460.
- Éroshima. VLB, Montréal 1987 ISBN 9782892951455.
- L'Odeur du café. VLB, 1991; Éditions du Rocher, 2011, ISBN 9782268072548.
- Le goût des jeunes filles, VLB, Montréal 1992; überarbeitete Fassung: Grasset, Paris 2005, ISBN 9782246686613.
- Cette grenade dans la main du jeune nègre est-elle une arme ou un fruit? VLB, Montréal 1993; überarbeitete Fassung: Serpent à Plumes, 2003 ISBN 9782842614492.
- Pays sans chapeau. Lanctôt, Outremont 1996; Boréal Compact, Montréal 2006, ISBN 9782842612696.
- La Chair du maître. Lanctôt, Outremont 1997; Serpent à Plumes, 2000, ISBN 9782842612313.
- Le Charme des après-midi sans fin. Lanctôt, Outremont 1997; Boréal Compact, Montréal 2010, ISBN 9782842611545.
- Le Cri des oiseaux fous. Lanctôt, Outremont 2000; Boréal „Compact“, Montréal 2010, ISBN 9782842613860.
- Vers le sud. Boréal, Montréal 2006, ISBN 9782246703112. (für den Prix Renaudot nominiert)

Romane in deutscher Übersetzung
- Das Rätsel der Rückkehr. Übers. Beate Thill.  Das Wunderhorn, Heidelberg 2013 ISBN 978-3-88423-426-6 (=L'Énigme du retour. Boréal, Montréal 2009; Boréal „Compact“, 2010; Grasset, Paris 2009)
- Tagebuch eines Schriftstellers im Pyjama. Übers. Beate Thill, Das Wunderhorn, Heidelberg 2015 ISBN 978-3-88423-493-8
- Die Kunst, einen Schwarzen zu lieben, ohne zu ermüden. Übers. Beate Thill. Das Wunderhorn, Heidelberg 2017 ISBN 978-3-88423-568-3
- Ich bin ein japanischer Schriftsteller. Übers. Beate Thill. Wunderhorn, Heidelberg 2020.

### Verschiedenes
- Je suis fatigué. Lanctôt, Outremont 2001; erw. Aufl. 2005, ISBN 9782892952124.
- Les années 1980 dans ma vieille Ford. Mémoire d'encrier, Montréal 2005, ISBN 9782923153490.
- Je suis fou de Vava. Éditions de la Bagnole, Montréal 2006, ISBN 9782923342085.
- La fête des morts, Éditions de la Bagnole, 2008, ISBN 9782923342276.
- Je suis un écrivain japonais. Boréal, Montréal 2008; Boréal „Compact“, 2009, ISBN 9782246718017.
- Tout bouge autour de moi. Mémoire d'encrier, Montréal 2010; Grasset, Paris 2011, ISBN 9782246777311.
- L'Art presque perdu de ne rien faire. Boréal, Montréal 2011, ISBN 9782764621356.
- Chronique de la dérive douce. Grasset, Paris 2012, ISBN 9782246789116.
- Journal d'un écrivain en pyjama. Grasset & Fasquelle, Paris 2013, ISBN 9782253000808.
- Tout ce qu'on ne te dira pas, Mongo. Mémoire d'encrier, Montréal 2015. ISBN 9782897123543.
- Petit traité du racisme en Amérique. Grasset & Fasquelle, Paris 2023, ISBN 9782253247678.

### Interviews
- J'écris comme je vis (mit Bernard Magnier), Lanctôt Éditeur, Outremont 2000; Boréal „Compact“, 2010
- Conversations avec Dany Laferrière. Interviews mit Ghila Sroka, Éditions de la Parole Métèque, Montréal 2010

### Drehbücher
- Comment conquérir l’Amérique en une nuit. Drehbuch Dany Laferrière, 2004 bei Lanctôt und 2010 bei Boréal erschienen. 2004 hat Dany Laferrière bei dem Film Regie geführt.
- Le Goût des jeunes filles, Film von John L'Écuyer, 2004

## Verfilmung
Der Film In den Süden (Vers le sud) von Laurent Cantet mit Charlotte Rampling wurde durch die Novellen des Schriftstellers Dany Laferrière beeinflusst.